# Olechovka
Olechovka (ryska: Олеховка) är ett vattendrag i Belarus.   Det ligger i voblasten Minsks voblast, i den centrala delen av landet, 40 km söder om huvudstaden Minsk.
I omgivningarna runt Olechovka växer i huvudsak blandskog. Runt Olechovka är det ganska glesbefolkat, med 24 invånare per kvadratkilometer.